# Hyloscirtus sethmacfarlanei
Espèce
Hyloscirtus sethmacfarlanei est une espèce d'amphibiens de la famille des Hylidae.

## Répartition
Cette espèce est endémique de l'Equateur. Sa localité type se trouve dans la Cordillère des Andes à une altitude de 2 970 m.

## Systématique
L'espèce Hyloscirtus sethmacfarlanei est décrite en 2022 par Juan Pablo Reyes-Puig (d), Darwin Recalde (d), Fausto Recalde (d), Claudia Koch (d), Juan M. Guayasamin, Diego F. Cisneros-Heredia (d), Lou Jost (d) et Mario Humberto Yánez-Muñoz (d),.
Les noms vernaculaires proposés pour cette espèce sont :
- en anglais, Seth MacFarlane’s torrent frog ;
- en espagnol, Rana de torrente de Seth MacFarlane.

## Étymologie
Son épithète spécifique, sethmacfarlanei, lui a été donnée en l'honneur de l'acteur, scénariste, réalisateur et producteur américain Seth MacFarlane pour sa passion pour les sciences, la biodiversité et la nature.

## Publication originale
- (en) Juan P. Reyes-Puig, Darwin Recalde, Fausto Recalde, Claudia Koch, Juan M. Guayasamin, Diego F. Cisneros-Heredia, Lou Jost et Mario H. Yánez-Muñoz, « A spectacular new species of Hyloscirtus (Anura: Hylidae) from the Cordillera de Los Llanganates in the eastern Andes of Ecuador », PeerJ, PeerJ Publishing (d), vol. 10,‎ 29 septembre 2022, e14066 (ISSN 2167-8359, OCLC 793828439, DOI 10.7717/PEERJ.14066, lire en ligne).